# 普赫羅山
19°49′38″S 65°41′35″W / 19.82722°S 65.69306°W
普赫羅山（P'ukru），是玻利維亞的山峰，位於該國西南部波托西省的托馬斯弗里亞斯省，處於庫努拉納山和庫米爾庫查山西南面，屬於安第斯山脈中波托西山脈的一部分，海拔高度4,768米。